# Liste der Kulturdenkmale in Rantzau (Gemeinde)
In der Liste der Kulturdenkmale in Rantzau sind alle Kulturdenkmale der schleswig-holsteinischen Gemeinde Rantzau (Kreis Plön) und ihrer Ortsteile aufgelistet (Stand: 10. März 2025).

## Legende
In den Spalten befinden sich folgende Informationen:
- Objekt-ID: die Nummer des Kulturdenkmales
- Lage: die Adresse des Kulturdenkmales und die geographischen Koordinaten. Kartenansicht, um Koordinaten zu setzen. In der Kartenansicht sind Kulturdenkmale ohne Koordinaten mit einem roten Marker dargestellt und können in der Karte gesetzt werden. Kulturdenkmale ohne Bild sind mit einem blauen Marker gekennzeichnet, Kulturdenkmale mit Bild mit einem grünen Marker.
- Offizielle Bezeichnung: Bezeichnung des Kulturdenkmales
- Beschreibung: die Beschreibung des Kulturdenkmales
- Bild: ein Bild des Kulturdenkmales

## Sachgesamtheiten
| Objekt-ID | Lage                                           | Offizielle Bezeichnung    | Beschreibung | Bild |
| --------- | ---------------------------------------------- | ------------------------- | --- | ---- |
| 39819     | Zum Bocksbarg 1 (54° 15′ 20″ N, 10° 30′ 27″ O) | Hofanlage Zum Bocksbarg 1 | Hofanlage Zum Bocksbarg 1; um 1800; Ensemble im Dorf Rantzau aus Fachhallenhaus und Scheune - Begründung: geschichtlich, städtebaulich, Kulturlandschaft prägend - Schutzumfang: Fachhallenhaus, Scheune | BW   |

## Bauliche Anlagen
| Objekt-ID      | Lage                                                | Offizielle Bezeichnung                     | Beschreibung | Bild                             |
| -------------- | --------------------------------------------------- | ------------------------------------------ | --- | -------------------------------- |
| 1094 Wikidata  | Im Kossau-Grund 1 (54° 14′ 8″ N, 10° 30′ 46″ O)     | Gut Rantzau: Herrenhaus                    | Alteintragung (Aktualisierung vorgesehen) - Begründung: Alteintragung (Aktualisierung vorgesehen) - Schutzumfang: Alteintragung (Aktualisierung vorgesehen) - Denkmaltyp: Bauliche Anlage | weitere Fotos \| Fotos hochladen |
| 5436 Wikidata  | Rantzauer Papiermühle (54° 15′ 17″ N, 10° 32′ 7″ O) | Scheune mit Wohnteil-Anbau                 | Die Papiermühle war ursprünglich über einen Fluss, die Kossau, gebaut. Zu ihr gehörten ein Bauernhof, ein Wohnhaus und ein Backhaus, die heute zum Teil bewohnt sind. Das gesamte Areal der Rantzauer Papiermühle umfasst etwa 30 Hektar Wald- und Weideflächen. Alteintragung (Aktualisierung vorgesehen) - Begründung: Alteintragung (Aktualisierung vorgesehen) - Schutzumfang: Alteintragung (Aktualisierung vorgesehen) - Denkmaltyp: Bauliche Anlage | Fotos hochladen                  |
| 5437 Wikidata  | Rantzauer Papiermühle (54° 15′ 18″ N, 10° 32′ 6″ O) | Stallgebäude mit Backhaus                  | Alteintragung (Aktualisierung vorgesehen) - Begründung: Alteintragung (Aktualisierung vorgesehen) - Schutzumfang: Alteintragung (Aktualisierung vorgesehen) - Denkmaltyp: Bauliche Anlage | BW                               |
| 13703 Wikidata | Rantzauer Papiermühle (54° 15′ 16″ N, 10° 32′ 6″ O) | Wehr mit Staustufe, Aalgang und Mühlenwehr | Alteintragung (Aktualisierung vorgesehen) - Begründung: Alteintragung (Aktualisierung vorgesehen) - Schutzumfang: Alteintragung (Aktualisierung vorgesehen) - Denkmaltyp: Bauliche Anlage | BW                               |
| 13704 Wikidata | Rantzauer Papiermühle (54° 15′ 17″ N, 10° 32′ 5″ O) | Kannenkühlung                              | Alteintragung (Aktualisierung vorgesehen) - Begründung: Alteintragung (Aktualisierung vorgesehen) - Schutzumfang: Alteintragung (Aktualisierung vorgesehen) - Denkmaltyp: Bauliche Anlage | BW                               |
| 13705 Wikidata | Rantzauer Papiermühle (54° 15′ 18″ N, 10° 32′ 7″ O) | Mühlengraben                               | Alteintragung (Aktualisierung vorgesehen) - Begründung: Alteintragung (Aktualisierung vorgesehen) - Schutzumfang: Alteintragung (Aktualisierung vorgesehen) - Denkmaltyp: Bauliche Anlage | BW                               |
| 13706 Wikidata | Rantzauer Papiermühle (54° 15′ 18″ N, 10° 32′ 9″ O) | Kossau-Seitenarm                           | Alteintragung (Aktualisierung vorgesehen) - Begründung: Alteintragung (Aktualisierung vorgesehen) - Schutzumfang: Alteintragung (Aktualisierung vorgesehen) - Denkmaltyp: Bauliche Anlage | BW                               |
| 5438           | Zum Bocksbarg 1 (54° 15′ 19″ N, 10° 30′ 27″ O)      | Fachhallenhaus                             | Fachhallenhaus; um 1800; eingeschossiger traufständiger Fachwerkbau mit reetgedecktem Walmdach, Wirtschaftsteil mit Schopfwalm - Begründung: geschichtlich, Kulturlandschaft prägend - Schutzumfang: gesamtes Objekt - Denkmaltyp: Bauliche Anlage, Sachgesamtheit: Hofanlage Zum Bocksbarg 1 | BW                               |

## Quelle
- Liste der Kulturdenkmale in Schleswig-Holstein – Kreis Plön (PDF)

- Karte mit allen Koordinaten:
- OSM |
- WikiMap